# Grand Coteau, Louisiana
Grand Coteau, Louisiana (енгл. Grand Coteau) град је у америчкој савезној држави Луизијана.

## Демографија
По попису из 2010. године број становника је 947, што је 93 (-8,9%) становника мање него 2000. године.
| Група             | 2000.       | 2010.       |
| Белци             | 310 (29,8%) | 246 (26,0%) |
| Афроамериканци    | 704 (67,7%) | 679 (71,7%) |
| Азијати           | 3 (0,3%)    | 1 (0,1%)    |
| Хиспаноамериканци | 19 (1,8%)   | 21 (2,2%)   |
| Укупно            | 1.040       | 947         |